# 브와디스와프 2세 비그나니에츠

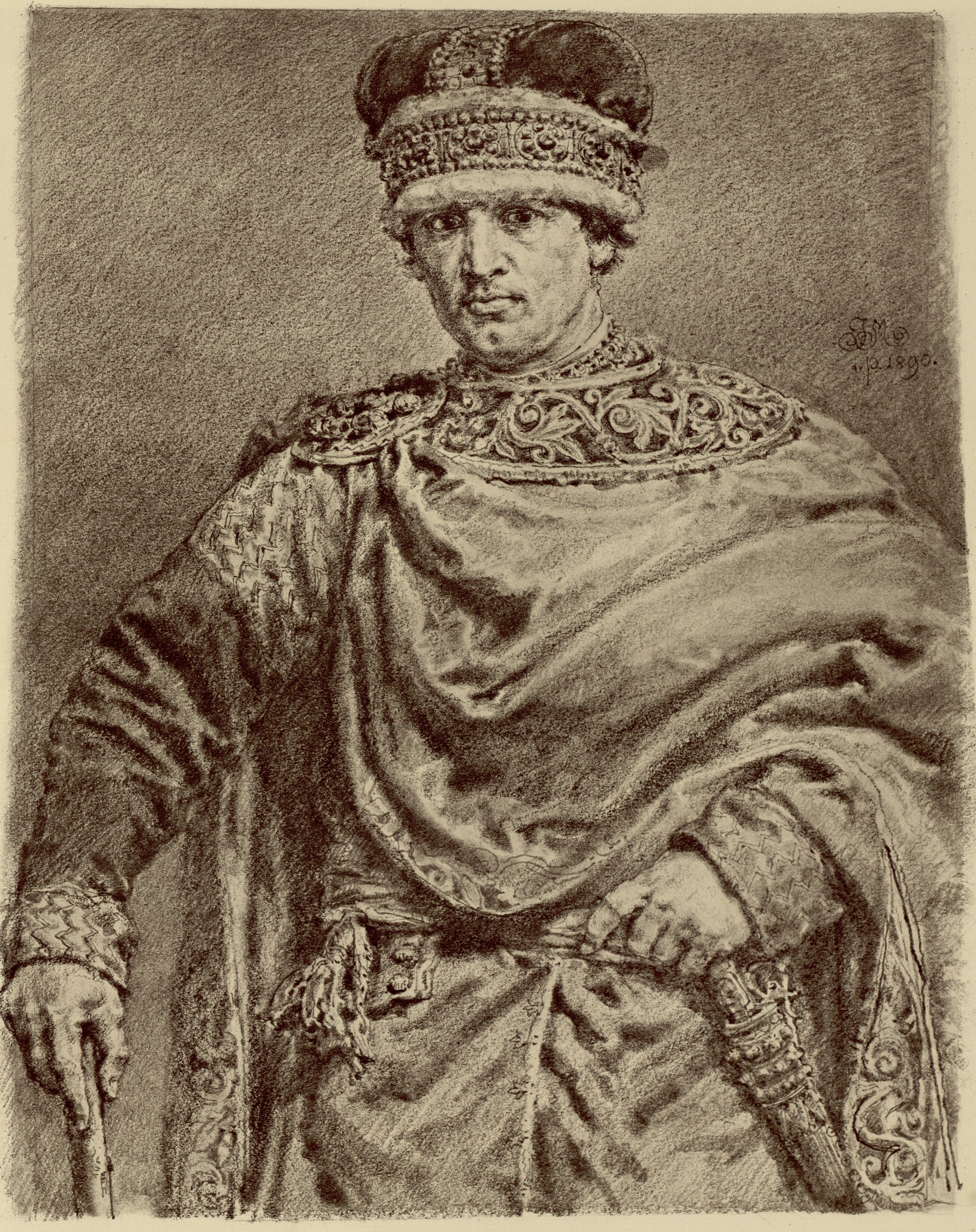
브와디스와프 2세 비그나니에츠

브와디스와프 2세(폴란드어: Władysław II, 1105년 ~ 1159년 5월 30일)은 폴란드 고공(재위: 1138년 ~ 1146년) 겸 실롱스크 공작으로 별명은 망명고공(폴란드어: Wygnaniec 비그나니에츠[*])이다.

## 생애
폴란드 공작 볼레스와프 3세의 첫째 아들이며 그의 어머니는 키예프 대공국의 스뱌토폴크 2세 대공의 딸인 즈비슬라바이다. 1125년경 오스트리아 변경백이었던 레오폴트 3세의 딸이었던 아그네스와 결혼하면서 신성 로마 제국과 가까운 관계를 수립하게 된다.
1138년 10월 28일 볼레스와프 3세는 자신이 죽기 직전에 남긴 유언장에 따라 아들들에게 폴란드의 국토를 분할하여 상속했다. 폴란드의 공작으로 즉위한 브와디스와프 2세는 실레시아에서 소폴란드, 대폴란드 동부, 쿠야비 서부, 발트해의 그단스크까지를 이르는 토지를 상속했다. 또한 나머지 3명의 형제들도 분할된 폴란드의 국토를 상속했다.
1141년에는 자신의 계모였던 살로메아가 공작의 허락을 받지 못했다는 사실을 알지 못한 상황에서 자신의 아들들에게 웽치차(Łęczyca)를 분할하여 상속했고 이를 계기로 어린 귀공자들과의 충돌을 빚게 된다. 1142년에는 키예프 대공국의 프세볼로트 2세 대공의 딸인 즈베니슬라바(Zvenislava)와 결혼했다.
브와디스와프 2세와 키예프 대공국 간의 동맹군은 1142년부터 1143년까지 일어난 형제들과의 전쟁에서 우위를 점했다. 브와디스와프 2세는 키예프 대공국, 보헤미아, 신성 로마 제국과의 동맹을 통해 형제들과의 분쟁에서 압도적인 승리를 기록했다.
1146년 자신의 이복형제와의 전쟁에서 패하면서 보헤미아로 망명했으며 보헤미아의 궁정에서 식객으로 살았다. 콘라트 3세의 보호를 받은 뒤부터는 콘라트 3세에게 충성을 맹세하고 폴란드의 군주 자리를 회복해 줄 것을 요구했다. 브와디스와프 2세는 복위를 시도했지만 콘라트 2세가 제2차 십자군 원정에 나서면서 복위의 실현은 뒤로 미뤄졌고 알텐부르크를 일시적인 영지로 받았다.
1152년에 사망한 콘라트 3세의 뒤를 이어 황제로 즉위한 프리드리히 1세는 브와디스와프 2세에게 복위에 대한 희망을 안겨주었다. 프리드리히 1세는 1157년에 있었던 폴란드 원정에 성공했지만 브와디스와프 2세를 복위시키지는 않았다. 1159년 망명지였던 알텐부르크에서 사망했다.